# Hartmut Tautz
Hartmut Tautz (10. února 1968 Plavno – 9. srpna 1986 Bratislava) byl východoněmecký student, který zemřel na československých hranicích na následky zranění způsobených psy pohraničníků a následného neposkytnutí první pomoci.

## Život

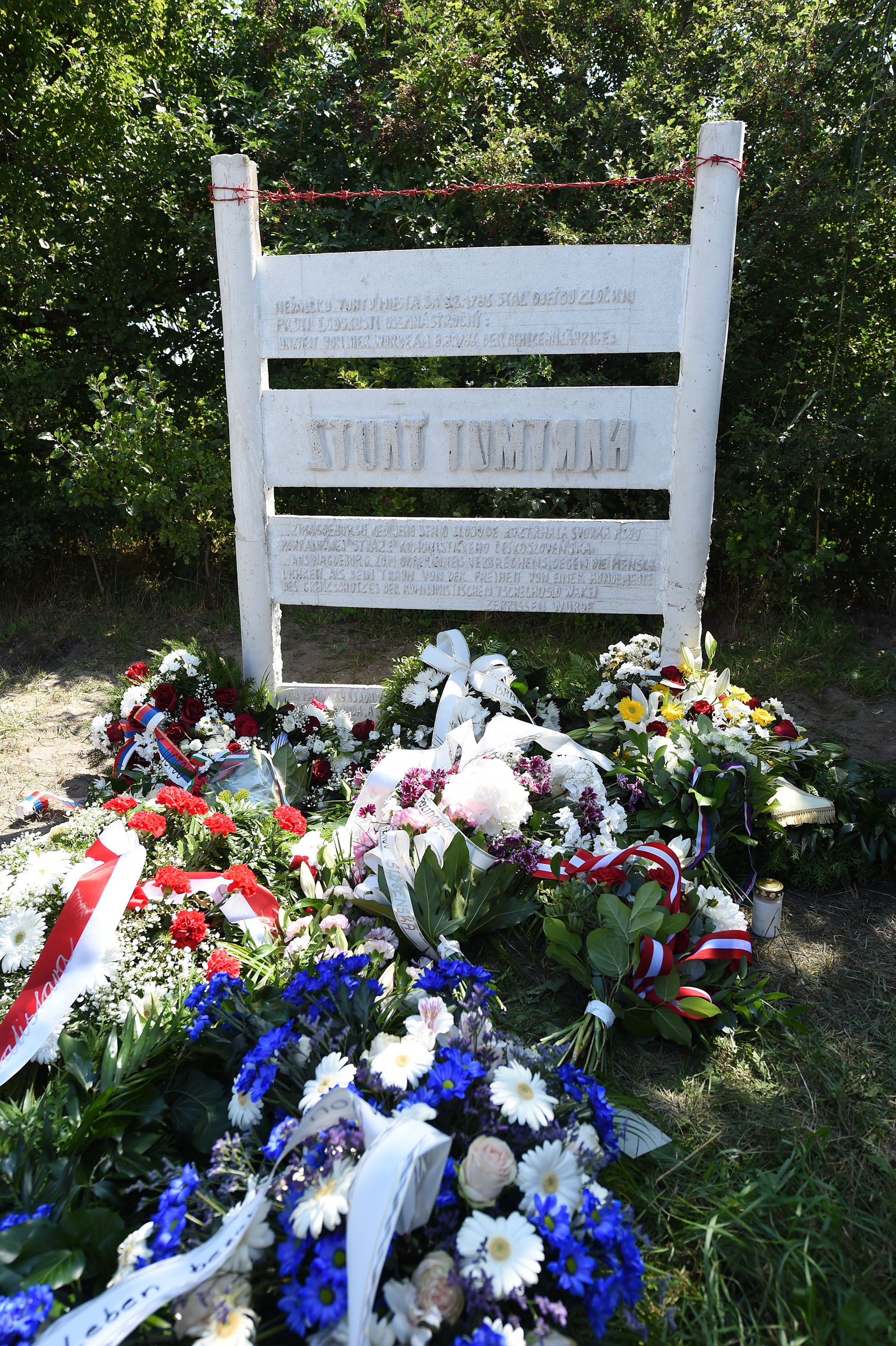
Pamětní deska Hartmuta Tautze byla v Petržalce odhalena k 30. výročí jeho zavraždění

Hartmut Tautz se narodil roku 1968 v Plavnu, ale vyrůstal v Magdeburgu. Jeho otec byl zubař. Hartmut po otci, amatérském operním pěvci, zdědil hudební vlohy. Věnoval se hře na klarinet. V maturitním ročníku prošel čtyřtýdenním armádním cvičením, během kterého pocítil diskriminaci kvůli příbuzným žijícím v Západním Německu. Nedlouho poté jeho otec zemřel a Hartmut Tautz zůstal sám s matkou Christou Tautzovou. Rozhodl pro emigraci do Západního Německa. Matce zalhal, že odjíždí na exkurzi do Leningradu, avšak místo toho se vydal do Bratislavy, kde chtěl překonat hranici do Rakouska.
Do Československa přicestoval 31. července 1986 v prostoru obce Petrovice a na Slovensko pokračoval vlakem. Od 1. do 8. srpna 1986 Tautz bydlel na vysokoškolském internátu Družba v Karlově Vsi. Zřejmě se snažil najít nějaký méně hlídaný úsek hranice. Nakonec si vybral sídliště Petržalka. Nevěděl, že hraniční ploty byly doplněny o systém smeček bojových psů od malička cvičených k útoku na člověka. Jejich kotce byly umístěny na vnější straně zátarasů a z vnitřní strany je pohraničníci mohli vypustit pomocí lanka.
Večer 8. srpna 1986 za tehdejší Kossuthovou ulicí (později Panónská cesta) přestříhal plot, přešel kukuřičné pole a silnici, prostříhal se zátarasem a pokračoval dalším kukuřičným polem. Narušením signální stěny však na sebe upozornil pohraničníky. Na místo byla vyslána dvoučlenná hlídka (Ivan Hirner a Oldřich Kovář, oba vojáci základní služby), která jeho směrem vyslala k útoku psy jménem Roby a Ryšo. Ti Tautze ve 22:25 dohnali a způsobili mu mnohačetná poranění. V té době se nacházel 20 metrů od hranice. Místo okamžité pomoci jej hlídka začala vyslýchat, jestli měl společníka, pouze sténal a šeptal „Hilfe“.
Hartmut Tautz byl následně převezen na rotu Pohraniční stráže. Přestože se nedařilo zastavit krvácení, až do jedenácti hodin čekal na příjezd lékaře a až poté byl převezen do Vojenské nemocnice, kam se dostal až těsně před půlnocí a kde 9. srpna 1986 v 1:15 podlehl hemoralgickému a traumatickému šoku, zejména následkem silného nezastaveného krvácení. Jak konstatovala pitevní zpráva, včasné poskytnutí první pomoci by mu s největší pravděpodobností život zachránilo, neboť neutrpěl poranění neslučitelné se životem. Jeho ostatky byly na naléhání matky převezeny do Magdeburgu, ale před pohřbem nesměla být rakev otevřena.

## Vyšetřování
V srpnu 2016 mezinárodní organizace Platforma evropské paměti a svědomí podala trestní oznámení u německého generálního spolkového prokurátora ve věci čtyř východoněmeckých občanů zabitých na československých hranicích v letech 1967–1986 (jedním z nich byl i Hartmut Tautz). V roce 2019 se případem začal zabývat česko-německý tým vyšetřovatelů.

## Připomínka
Dne 9. srpna 2016 byla v hraničním pásmu na konci Kopčianské ulice v Petržalce odhalena pamětní deska připomínající Hartmuta Tautze. Na jeho vzniku spolupracoval slovenský Ústav paměti národa s Bratislavským samosprávným krajem a Platformou evropské paměti a svědomí. Autorem památníku je František Guldan.